# Den fælles europæiske patentdomstol
Se også: Folkeafstemningen om Danmarks tilslutning til den fælles europæiske patentdomstol.
Den fælles europæiske patentdomstol, den fælles EU-patentdomstol, er en foreslået patentdomstol med mulig tilslutning for alle medlemsstaterne i Den Europæiske Union. Domstolen skal foretage afgørelser gældende for EU-lande, der deltager i samarbejdet vedr. registrering, beskyttelse og koordinering af patenter gennem den Europæiske Patentmyndighed (EPO), der er et organ i den Europæiske Patentorganisation.
Patensdomstolen skal etableres på baggrund af aftalen om en fælles patensdomstol, der blev underskrevet i 2013 af 25 lande (alle EU-medlemstater undtagen Kroatien, der tiltrådte EU efter aftalen var underskrevet, Polen og Spanien), men er ikke trådt i kraft. Italien ventes alligevel ikke at indgå i aftalen. Hvis domstolen oprettes, vil den fjerne behovet for separate retssager om krænkelse af europæiske patenter i hver stat, hvor aftalen bliver juridisk gældende. Patensdomstolen vil bestå af en række domstole i første instans, en fælles appeldomstol i Luxembourg og en højesteret i Paris. Rettens første instans vil bestå af en central afdeling i Paris og tematiske afdelinger i London og München, samt flere regionale og lokale domstole.
Efter der var opnået enighed om aftalen og den underskrevet den 19. februar 2013, bekendtgjorde Justitsministeriet i maj 2013, at der var tale om en suverænitetsafgivelse fra dansk side. Jf. Grundloven skal mindst 5/6 af Folketinget medlemmer derfor stemme for lovforslaget, hvis dette skal blive til lov. Ved afstemningen i Folketinget stemte Dansk Folkeparti og Enhedslisten imod, hvorfor der ikke kunne opnås 5/6's flertal. Jf. Grundloven skulle lovforslaget derfor sendes i folkeafstemning, hvilket sker den 25. maj 2014.

## Baggrund
Tekst mangler, hjælp os med at skrive teksten

## Lokaliteter
Rettens første instans vil have en central afdeling, der vil have sæde i Paris, Frankrig, samt tematiske afdelinger i London (specialiseret kemiske søgsmål, herunder lægemiddelindustrien, og menneskelige fornødenheder) og München (maskinindustrien), der hver forventes at tage omkring 30 % af sagsmængden. Endvidere kan de deltagende lande oprette en enkelt eller (hvis betingelser for minimum sagsmængde er opfyldt) flere lokale afdelinger af domstolen. Landene kan gå flere sammen, hvor de kan danne et regional afdeling, der tjener som den lokale afdeling for de deltagende lande. Aftalen definerer ikke, hvilke lande der ville oprette lokale eller regionale afdelinger.
Appelretten vil blive placeret i Luxembourg og vil også tjene som højesteret.
Uddannelse af dommerne vil foregå i Budapest, mens Lissabon og Ljubljana vil få voldgifts- og mæglingscentre. Uddannelsescentret i Budapest blev officielt indviet 13. marts 2014.

### Lokale- og regionale afdelinger
Det er endnu ikke fastlagt, hvor der skal oprettes regionale eller lokale afdelinger. Der har dog været annonceret enkelte, der kan ses i nedenstående skema:
| Type     | Stat(er)                           | Sted       | Sprog                            | Reference |
| -------- | ---------------------------------- | ---------- | -------------------------------- | --------- |
| Lokal    | Belgien                            | Bruxelles  | hollandsk, engelsk, fransk, tysk | [ 6 ]     |
| Lokal    | Danmark                            | København  | dansk, engelsk                   | [ 7 ]     |
| Regional | Estland, Letland, Litauen, Sverige | Stockholm  | engelsk                          | [ 8 ]     |
| Lokal    | Frankrig                           | Paris      |                                  | [ 9 ]     |
| Lokal    | Tyskland                           | Düsseldorf |                                  | [ 10 ]    |
| Lokal    | Tyskland                           | Hamburg    |                                  | [ 10 ]    |
| Lokal    | Tyskland                           | Mannheim   |                                  | [ 10 ]    |
| Lokal    | Tyskland                           | München    |                                  | [ 10 ]    |